# Шилейкис, Пятрас Петрович
Пятрас Петрович Шилейкис (лит. Petras Šileikis) — советский хозяйственный, государственный и политический деятель, Герой Социалистического Труда.

## Биография
Родился в 1925 году в деревне Каженю. Член КПСС с 1972 года.
С 1945 года — на хозяйственной, общественной и политической работе. В 1945—1989 гг. — в хозяйстве родителей, в Советской Армии, маляр, бригадир маляров Вильнюсского строительного треста № 2 Министерства строительства Литовской ССР.
Указом Президиума Верховного Совета СССР от 28 июня 1974 года присвоено звание Героя Социалистического Труда с вручением ордена Ленина и золотой медали «Серп и Молот».
Избирался депутатом Верховного Совета СССР 8-го и 9-го созывов.
Умер в 2002 году. Похоронен на кладбище Рокантишес в Вильнюсе.